# 上げ金
上げ金（あげきん）は、江戸時代、民間から江戸幕府、藩に献上された金銭。

## 概略
江戸幕府や藩が豪商や富家に命じて金銭をださせる点では、御用金と同じである。ただし御用金には利子がつき、払い戻しもされるが、上げ金は元金の返還もなく、つまり取り上げきりであった。
御用金を命じられたときはおおむねそれとともに一部富豪から上げ金を願い出ていたらしい。
たとえば、天保14年大坂三郷に命じられた御用金のときは大坂ほか2箇所の上げ金と人員はつぎのとおり。
大坂　金15410両　202貫684匁　193人

堺　金500両　7人

兵庫　金240両　3貫10匁　14人

3箇所合計　金16150両　205貫694匁　214人

参考文献:「大阪市史」